# 马库斯·施密特 (足球裁判)
马库斯·施密特（德語：Markus Schmidt，1973年8月31日—）是一位德国足球裁判，现注册于符腾堡足球协会辖下的希伦布赫体育俱乐部（SV Sillenbuch）。

## 裁判生涯
作为希伦布赫体育俱乐部（SV Sillenbuch）的注册会员，施密特是自1997年起成为德国足协裁判。1998年，他开始执法德乙联赛，并自2003年起入选德甲裁判名单。施密特的德甲首秀是在2003年8月16日，于柏林赫塔对阵弗赖堡的比赛中担当主裁判。
2010年10月，一场由施密特在2009年2月28日主哨、由波鸿对阵科特布斯能源的德乙比赛被曝涉嫌操纵。这是由于一位因投注欺诈而被捕的意大利球员吹嘘称，他在波鸿于比赛末段获得点球而赢球前的半小时便已获知结果。

## 个人生活
施密特居住在斯图加特，已离婚并育有两个孩子。他曾在能源企业EnBW担任人力开发顾问直至2012年。自2012年起，施密特成为斯图加特城市快铁的人力资源总监。